# Telephone (Texas)
Pour les articles homonymes, voir Téléphone (homonymie).
Telephone est une zone non incorporée située dans le comté de Fannin, dans l’État du Texas, aux États-Unis. Sa population était estimée à 210 habitants en 2010,.
Bien que n’étant pas incorporée, Telephone dispose d’un bureau de poste et d’un code postal, 75488.

## Galerie photographique

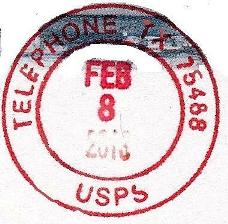
La marque postale de Telephone

## Source
- (en) Cet article est partiellement ou en totalité issu de l’article de Wikipédia en anglais intitulé « Telephone, Texas » (voir la liste des auteurs).

1. ↑  (en)https://geonames.usgs.gov/apex/f?p=gnispq:3:0::NO::P3_FID:1369685
2. ↑  (en)https://tshaonline.org/handbook/online/articles/hlt05